# Tryphosella tuberculimana
Tryphosella tuberculimana is een vlokreeftensoort uit de familie van de Lysianassidae. De wetenschappelijke naam van de soort is voor het eerst geldig gepubliceerd in 1968 door Lagardere.